# 銅亀山古墳

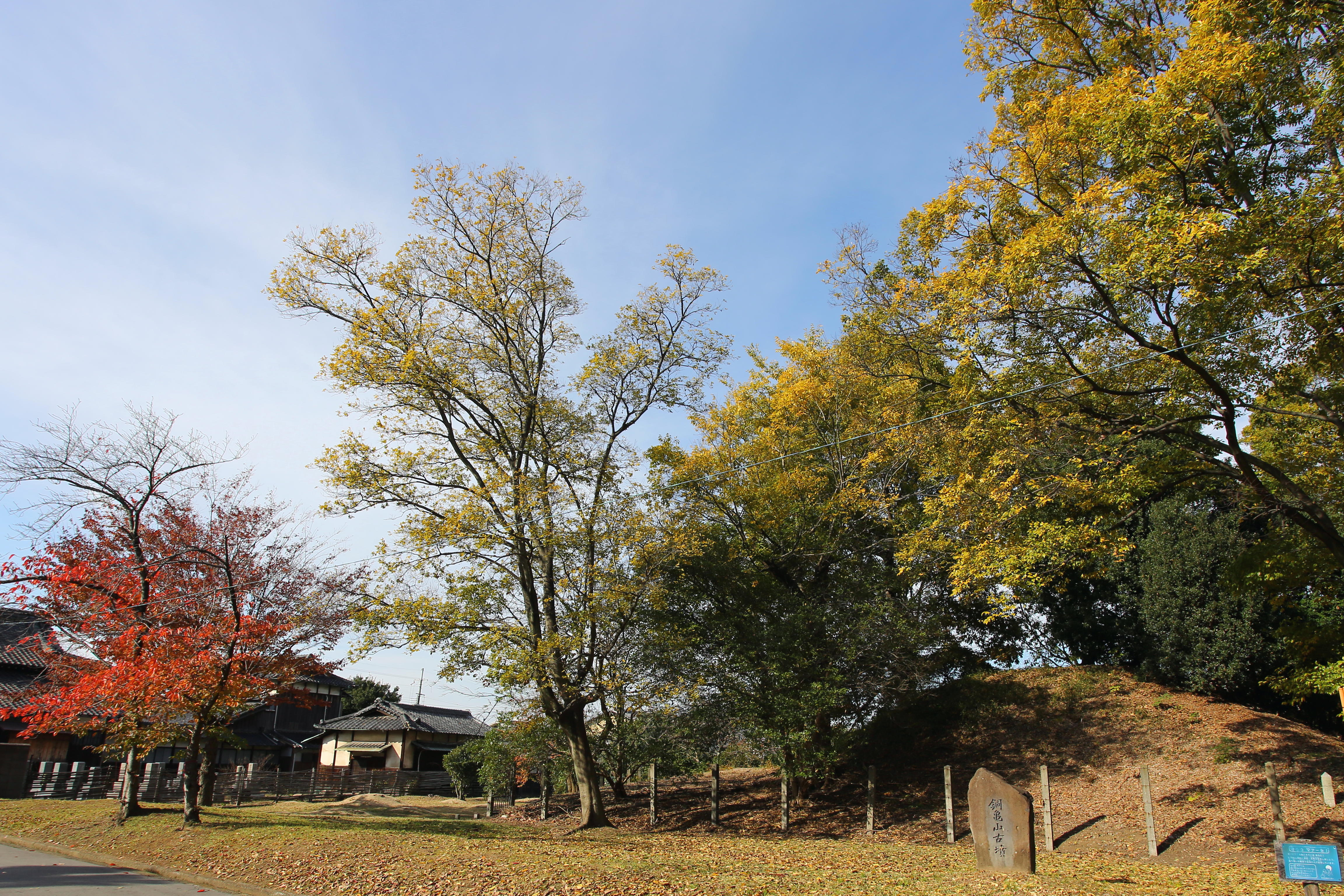
銅亀山古墳（2017年11月）

銅亀山古墳（どうがめやまこふん）は、大阪府堺市堺区大仙町に所在する古墳である。百舌鳥古墳群を構成する古墳の1つで、大山古墳（大仙陵古墳・仁徳天皇陵古墳）の陪塚とされ、世界文化遺産 百舌鳥・古市古墳群 -古代日本の墳墓群- の構成資産の一部として登録されている。

## 概要
大山陵古墳の前方部南西隅の外濠から20ｍと隣接し、墳丘主軸線を大仙陵古墳の外濠に並行し造られている。墳丘は高さ5.4mで二段築成の方墳とされ、下段は南側が造り出し状に張り出し、長方形を呈している。十数基とされる大仙陵古墳の陪塚のなかでは数少ない方墳の一つである。一辺の長さは、これまで26ｍとされているが、測量図などによれば、それを大きく上回るため、古墳群では最大級の方墳の可能性がある。1928年（昭和3年）、1932年（昭和7年）の航空写真や墳丘測量図により、南側には前方部や造り出しなどが付く可能性があり、また周濠の有無や大仙陵古墳の外堤との関係も判別していないが、墳丘と大仙陵古墳外濠との間には濠状の遺構が存在する。濠状の遺構から円筒埴輪が出土したことから、築造年は大山陵古墳の築造最終段階の５世紀中頃にあわせて完成されたと推測される。墳丘は、宮内庁により「仁徳天皇陵に号飛地」として管理されている。

## 名称
銅亀山古墳は、二段造りで亀に似ており、地元では「どんがめ」とも呼ばれていた。なお、文献では堂亀山と記述されることもあり、1730年(享保15年)の 「舳松領絵図　上」では、四角い区画に丸く塚がかかれ、堂亀山とかかれている。また、1736年(享保21年)の「和泉志」（日本輿地通志機内部巻第四十五　和泉国之二）では、土鼈山とかかれている。

## 墳形
方墳とされているが、平成23年度の発掘調査の結果、前方後円墳か帆立貝型古墳、あるいは前方後方墳の可能性も指摘された。また、これまで一辺26ｍの方墳とされているが、一辺40ｍ以上とも考えられており、今後の調査次第では、 百舌鳥古墳群で最大級の方墳となる。

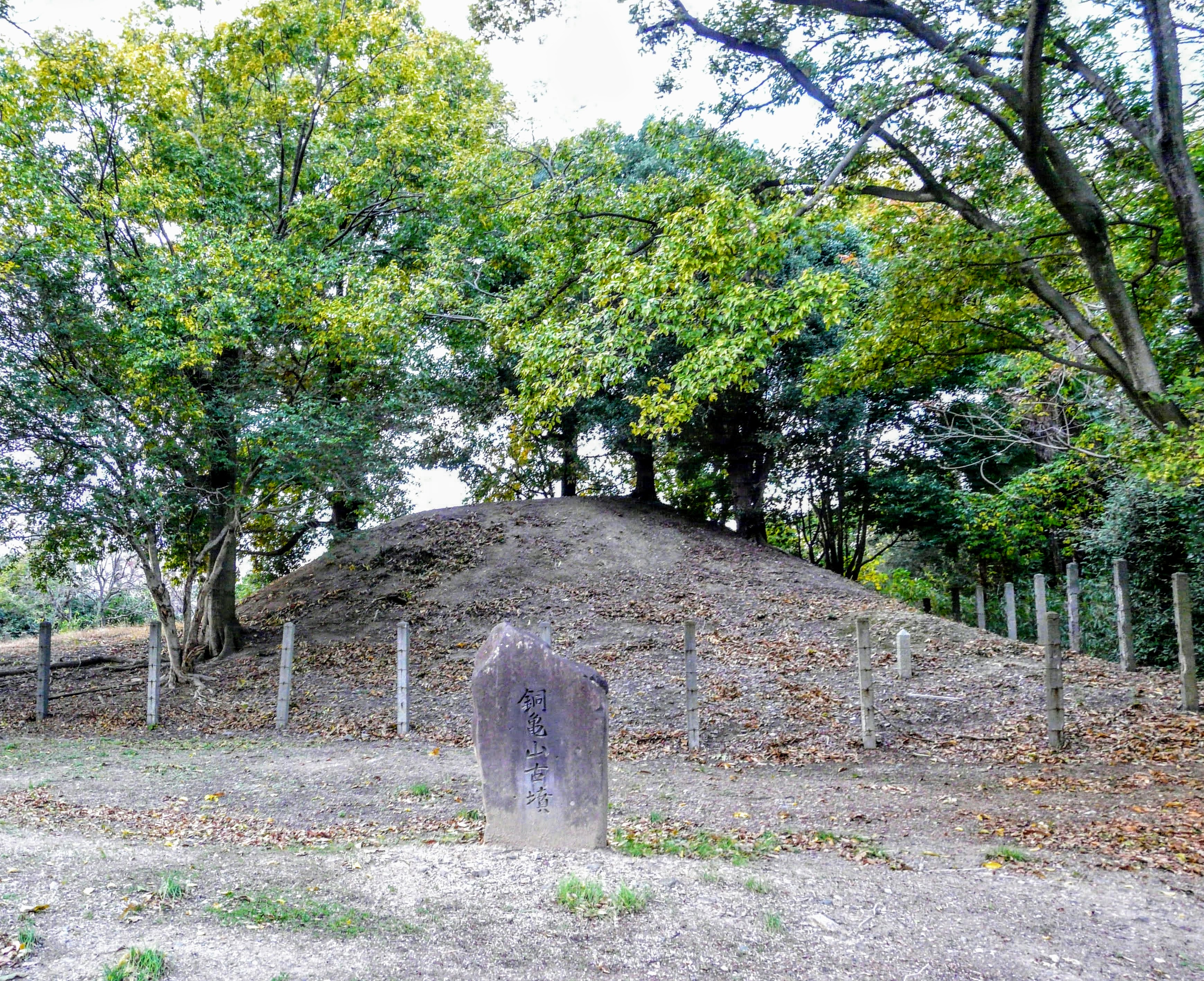
墳丘（2021年11月24日）
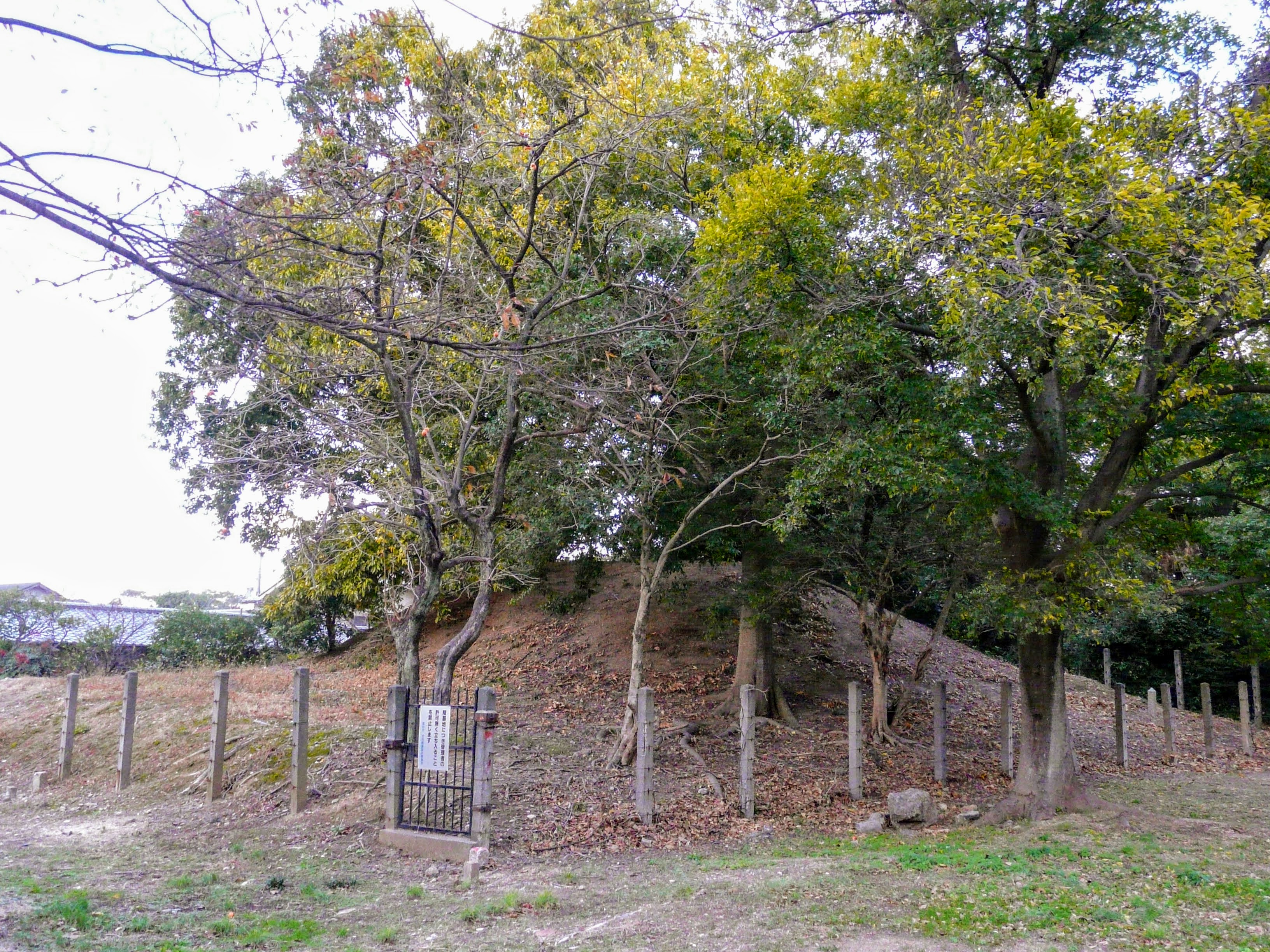
墳丘（2021年11月24日）

## 出土品
2011年（平成23年）度の発掘調査の結果、遺物の内訳は円筒埴輪が大部分を占めている。また、透かし孔は円型のもののみが確認されている。その他の出土品としては朝顔形埴輪、形象埴輪、土人形、須恵器、土錘等がある。

## 世界遺産
2019年（令和元年）7月6日に世界文化遺産 百舌鳥・古市古墳群 -古代日本の墳墓群- を構成する百舌鳥古墳群の構成資産の一部として登録されている。

## アクセス
南海バス「大仙町」から約30m